# Fenomén (album)
Fenomén je hudební album skupiny Vypsaná fiXa, které bylo nahráno během května až července 2007.

## Seznam skladeb
1. Ruzyně
2. Černej les
3. Trampolína
4. Papírová hyena
5. Žeň koně!
6. Dezolát
7. Druhá půlka žárovky
8. Darling
9. Řasenka paní Londýnkové
10. 33 Cigaret
11. Barová turistika
12. Antidepresivní rybička
13. Emigrant

## Hosté
- Ondřej Pečenka – akustická kytara, zpěv
- Jan P. Muchow – kytara
- Dušan Neuwerth – kytara, zvuky

## Hudba
- Vypsaná fixa (Černej les: Vypsaná fixa + Dušan Neuwerth)

## Texty
- Márdi